# RX J0454.8-1806
 (décembre 2022).
RX J0454.8-1806, également nommée MCG-03-13-025 et ESO 552-20, est la galaxie la plus brillante de l'amas MCXC J0454.8-1806, situé dans la constellation du Lièvre. Elle a été découverte en 1984 par l'astronome Andris Lauberts lors d'une photométrie des galaxies BCG à l'aide du télescope Schimdt de l'Observatoire Européen Austral. Selon les valeurs de décalage vers le rouge enregistrées par l'ESO en 1989, la galaxie se situerait à 432 millions d'al soit 1.320 milliard de parsecs.

## Système fossile
Une étude faite en 2015 avec le télescope spatial Chandra a montré que RX J0454.8-1806 produit une source X diffuse et très allongée et qu'il semble que le cœur ne soit pas la source X la pus puissante de l'émission, montrant que la galaxie a connu une phase très intense d'activité, maintenant inactive. L'hyperactivité produite par le trou noir central de RX J0454.8-1806 aurait produit des jets extrêmement énergétiques qui ont créé des cavités dans sa propre galaxie ainsi que dans les galaxies environnant RX J0454.8-1806. L'équipe travaillant avec le CXO a détecté un immense jet relatif composé de gaz ionisés très chauds s'étendant sur ~36 kpc (~117 000 al) ainsi que de gaz froids riches en métaux et éléments lourds qui s'étendent sur 12 kpc (~39 000 al) après l'arrêt des gaz chauds. Le CXO a aussi détecté un halo de matière chauffée agissant comme un puits gravitationnel. Les scientifiques pensent que le halo se situe à 100 kpc du centre, il aurait été expulsé lors d'une éruption très violente du trou noir central. Selon les calculs faits à partir des données du CXO et du ROSAT, l'activité du trou noir et l'éruption qui a créé les jets auraient eu lieu il y a 7 milliards d'années. Pendant toute la phase d'éruption, le trou noir aurait expulsé plus de 1013 à 1015 M☉ de matière sous la forme de jets astrophysiques. Les données du ROSAT, XMM-Newton et celles du CXO montrent que l'éruption s'est produite dans une courte période (à l'échelle astronomique), comme dans le cas NeVe 1 ou MS 0735.6+7421, le trou noir aurait absorbé soit un nuage de gaz très massif soit une galaxie naine.

## Matière noire
Une étude publiée en 2009 a montré que les étoiles composant RX J0454.8-1806 ont une vitesse radiale supérieure à celle attendue dans les modèles normaux. Selon les scientifiques, la vitesse des étoiles serait due à une importante quantité de matière noire, disposée sous la forme d'un halo de matière noire se situant autour de la galaxie RX J0454.8-1806. Le halo agirait comme un puits gravitationnel et il influencerait la trajectoire des étoiles observées sous l'effet de sa masse. Sa masse serait de 10 ± 1.7910 M☉.

## Propriétés physiques
Selon la taille angulaire de RX J0454.8-1806 (Tap = 1.27" x 0.762") et sa distance (432 millions d'al), la galaxie mesure environ 186.59 kpc soit ~608 000 al, faisant de RX J0454.8-1806, l'une des galaxies les plus grandes ainsi qu'une galaxie elliptique géante. 